# Темников
Те́мников (мокш. Темникав, эрз. Чополт, тат. Төмән) — город в России в составе Республики Мордовия. Административный центр Темниковского района. Образует одноимённое муниципальное образование Темниковское городское поселение как единственный населённый пункт в его составе. Население составляет 6266 человек (2024 год).
Старейший город на территории республики.

## Этимология
Название происходит от тюркского темник — «военачальник в Орде, наместник по сбору дани и управлению краем».

## География
Город расположен на северо-западе республики, на реке Мокше (приток Оки), в 137 км (по прямой) и 164 км (по автодороге) к северо-западу от Саранска и в 71 км от железнодорожной станции Торбеево.
В 3 км от города находится Рождество-Богородичный Санакса́рский монастырь.

### Климат
| Показатель              | Янв.  | Фев.  | Март | Апр. | Май  | Июнь | Июль | Авг. | Сен. | Окт. | Нояб. | Дек. | Год |
| ----------------------- | ----- | ----- | ---- | ---- | ---- | ---- | ---- | ---- | ---- | ---- | ----- | ---- | --- |
| Средняя температура, °C | −11,8 | −10,7 | −5   | 5,3  | 12,9 | 17,2 | 19,0 | 17,3 | 11,7 | 4,3  | −2,4  | −8,1 | 4,1 |
| Норма осадков, мм       | 34    | 31    | 31   | 35   | 44   | 62   | 65   | 56   | 51   | 53   | 43    | 44   | 549 |

## История
Является старейшим городом Республики Мордовия. Возник предположительно не позднее XIII века на берегу реки Мокша, на месте современного посёлка Старый Город. По мнению историков В. В. Первушина и С. Л. Шишлова, во 2-й половине XIV — 1-й половине XV веков входил в состав, а в 1-й половине XV — 1-й половине XVI веков был центром политического образования Темниковская Мещера во главе с потомками Чингизида — татарского военачальника 1-й половины XIV века Бехана. Впервые Темников упоминается в 80-х годах XIV столетия в раздельной грамоте великих князей Дмитрия Донского и Олега Рязанского.
В 1536 году перенесён на новое, более удобное место на другой берег Мокши по повелению Елены Глинской (по предположению ряда учёных, на место мордовского поселения Мурунзы, выше по течению реки в 8 км) и построен как крепость на засечной черте Кадом — Пуза — Алатырь. Темниковская крепость входила в состав Касимовского царства. С середины XVI века Темников центр одноимённого уезда. Неоднократно подвергался набегам ногайцев (1608, 1636 и.др). В 1670—1671 годах, во время Восстания Степана Разина, в октябре—декабре 1670 года город был занят отрядами восставших под командованием Алёны Арзамасской (казнена в Темникове в декабре 1670 г.) и Фёдора Сидорова.
В 1708 году Темников получил статус уездного города Казанской губернии, с 1711 года в Азовской губернии, с 1725 — Воронежской губернии, с 1719 в составе Шацкой провинции.
В 1779 году Темников перешел вместе с уездом в Тамбовскую губернию. Долгое время входил в состав Тамбовской губернии — уездный город Темниковского уезда. В это время в Темникове функционировала пристань, ежегодно в июле проводилась ярмарка.
В 1860—1870-е года место ссылки участников революционного движения.
В марте 1918 года в Темникове была установлена Советская власть. В городе был организован штаб по подавлению Тамбовского восстания 1920—1921 годов. В 1923—1925 годах уездный город Пензенской губернии, а в 1925—1928 годах в составе её Краснослободского уезда. В 1928—1930 годах районный центр Мордовского округа. В 1930—1934 годах районный центр Мордовской АО. В 1934—1990 годах районный центр Мордовской АССР, в 1990—1994 годах Мордовской ССР и с 1994 года районный центр Республики Мордовия.

## Население
| \| 1856[7] \| 1897[7] \| 1926[7] \| 1931[7] \| 1939[7] \| 1959[8] \| 1970[9] \| 1979[10] \| \| -------- \| -------- \| -------- \| -------- \| -------- \| -------- \| -------- \| -------- \| \| 6800 \| ↘5400 \| ↘1900 \| ↗4000 \| ↗5500 \| ↗6159 \| ↗6579 \| ↗7354 \| \| 1989[11] \| 1992[7] \| 1996[7] \| 1998[7] \| 2000[7] \| 2001[7] \| 2002[12] \| 2003[7] \| \| ↗9172 \| ↗9500 \| ↗9600 \| →9600 \| ↘9400 \| ↘9200 \| ↘8375 \| ↗8400 \| \| 2005[7] \| 2006[7] \| 2007[7] \| 2008[7] \| 2009[13] \| 2010[12] \| 2011[7] \| 2012[14] \| \| ↘7900 \| ↘7800 \| ↘7600 \| ↘7500 \| ↘7328 \| ↘7243 \| ↘7200 \| ↘6975 \| \| 2013[15] \| 2014[16] \| 2015[17] \| 2016[18] \| 2017[19] \| 2018[20] \| 2019[21] \| 2020[22] \| \| ↘6860 \| ↘6689 \| ↘6489 \| ↘6376 \| ↘6291 \| ↘6179 \| ↘5979 \| ↘5778 \| \| 2021[2] \| \| \| \| \| \| \| \| \| ↗6451 \| \| \| \| \| \| \| \| 1000 2000 3000 4000 5000 6000 7000 8000 9000 10 000 1926 1979 2000 2006 2011 2016 2021 |       |       |       |       |       |       |       |
| 1856 | 1897  | 1926  | 1931  | 1939  | 1959  | 1970  | 1979  |
| 6800 | ↘5400 | ↘1900 | ↗4000 | ↗5500 | ↗6159 | ↗6579 | ↗7354 |
| 1989 | 1992  | 1996  | 1998  | 2000  | 2001  | 2002  | 2003  |
| ↗9172 | ↗9500 | ↗9600 | →9600 | ↘9400 | ↘9200 | ↘8375 | ↗8400 |
| 2005 | 2006  | 2007  | 2008  | 2009  | 2010  | 2011  | 2012  |
| ↘7900 | ↘7800 | ↘7600 | ↘7500 | ↘7328 | ↘7243 | ↘7200 | ↘6975 |
| 2013 | 2014  | 2015  | 2016  | 2017  | 2018  | 2019  | 2020  |
| ↘6860 | ↘6689 | ↘6489 | ↘6376 | ↘6291 | ↘6179 | ↘5979 | ↘5778 |
| 2021 |       |       |       |       |       |       |       |
| ↗6451 |       |       |       |       |       |       |       |

На 1 января 2025 года по численности населения город находился на 1039-м месте из 1124 городов Российской Федерации.
Национальный состав
На 2020 год: русские — 51,82 %, мордва — 43,05 %, татары — 3,67 %.

## Известные уроженцы и жители
- См.: Родившиеся в Темникове

## Достопримечательности
Рождество-Богородичный Санаксарский мужской монастырь, расположенный в 3 км от города, основан в середине XVII века. Свои пожертвования в строительство и развитие монастыря вносили императрица Екатерина II, адмирал Российского флота Фёдор Ушаков и другие российские благотворители. Здания и сооружения монастырского ансамбля, относящиеся к хорошо сохранившимся градостроительным памятникам второй половины XVIII — начала XIX веков, представляют значительную художественную ценность. В монастыре находится могила Фёдора Ушакова, расположенная рядом с могилой его дяди, первоначальника обители иеромонаха Феодора.
Историко-краеведческий музей Фёдора Ушакова, являющийся филиалом Республиканского краеведческого музея, располагается в историческом здании 1809 года постройки. В экспозиции музея представлены археологические находки, предметы народного творчества и быта, исторические документы, мемориальные вещи и произведения изобразительного искусства. В музее более 1000 экспонатов посвящены адмиралу Ушакову. Самый ценный — гипсовый бюст работы известного доктора исторических наук профессора-антрополога Михаила Герасимова, воссозданный по черепу адмирала.
Дом-музей художественного руководителя Темниковского оркестра русских народных инструментов Леонида Воинова. Открылся в 1969 году, устроен в родовом имении Воинова, в восстановленном доме его матери. Ценными экспонатами темниковского дома-музея являются личные вещи композитора: балалайка, пианино, скрипка «OTTO MIGGE, London» 1898 года (семейная реликвия Воиновых), чернильница Льва Толстого, подаренная Александром Гольденвейзером.
Памятник адмиралу Федору Ушакову на центральной площади города. Открыт в декабре 2019 года. Автор двухметровой скульптуры на постаменте — заслуженный художник России, скульптор Юрий Злотя.
Сохранились: ампирная церковь Успения Пресвятой богородицы (1827), руины церкви Святого Иоанна Богослова (1863), купеческие дома XIX-начала XX веков, здания училищ, земской управы (1880-е гг).

## Герб
Город получил свой первый герб 16 августа 1781 года. Он представлял собой: геральдический щит французской формы лазоревого цвета, разделённый пополам горизонтальной линией на две половины. В верхней половине находилось стилизованное изображение герба города Тамбов — стоящий на зелёном холме золотой улей и над ним три золотые пчелы. В нижней половине, на золотом поле было изображено большое количество деревьев натуральных цветов «в знак великого изобилия лесами».